# Goustranville
Goustranville é uma comuna francesa na região administrativa da Normandia, no departamento Calvados. Estende-se por uma área de 10,65 km². Em 2010 a comuna tinha 234 habitantes (densidade: 22 hab./km²).